# وادي العبيد (حبيش)

تعديل مصدري - تعديل

وادي العبيد محلة تابعة لقرية القطبة، التابعة لعزلة بني شبيب بمديرية حبيش إحدى مديريات محافظة إب في الجمهورية اليمنية، بلغ تعداد سكانها 60 حسب تعداد اليمن لعام 2004.